# Renansart
Renansart és un municipi francès situat al departament de l'Aisne i a la regió dels Alts de França. L'any 2007 tenia 172 habitants.

## Demografia

### Població
El 2007 la població de fet de Renansart era de 172 persones. Hi havia 69 famílies de les quals 16 eren unipersonals (4 homes vivint sols i 12 dones vivint soles), 28 parelles sense fills i 25 parelles amb fills.
La població ha evolucionat segons el següent gràfic:
Habitants censats

### Habitatges
El 2007 hi havia 71 habitatges, 68 eren l'habitatge principal de la família, 1 era una segona residència i 1 estava desocupat. Tots els 71 habitatges eren cases. Dels 68 habitatges principals, 45 estaven ocupats pels seus propietaris, 22 estaven llogats i ocupats pels llogaters i 1 estava cedit a títol gratuït; 3 tenien dues cambres, 8 en tenien tres, 20 en tenien quatre i 37 en tenien cinc o més. 53 habitatges disposaven pel capbaix d'una plaça de pàrquing. A 27 habitatges hi havia un automòbil i a 30 n'hi havia dos o més.

### Piràmide de població
La piràmide de població per edats i sexe el 2009 era:
| Homes | Edats   | Dones |
| ----- | ------- | ----- |
| 0     | 95 o +  | 0     |
| 0     | 90 a 94 | 0     |
| 4     | 85 a 89 | 4     |
| 0     | 80 a 84 | 0     |
| 4     | 75 a 79 | 0     |
| 0     | 70 a 74 | 4     |
| 8     | 65 a 69 | 16    |
| 8     | 60 a 64 | 4     |
| 0     | 55 a 59 | 4     |
| 8     | 50 a 54 | 0     |
| 20    | 45 a 49 | 12    |
| 4     | 40 a 44 | 0     |
| 8     | 35 a 39 | 12    |
| 4     | 30 a 34 | 8     |
| 4     | 25 a 29 | 8     |
| 12    | 20 a 24 | 0     |
| 8     | 15 a 19 | 0     |
| 4     | 10 a 14 | 4     |
| 4     | 5 a 9   | 0     |
| 8     | 0 a 4   | 0     |

## Economia
El 2007 la població en edat de treballar era de 112 persones, 78 eren actives i 34 eren inactives. De les 78 persones actives 71 estaven ocupades (39 homes i 32 dones) i 7 estaven aturades (5 homes i 2 dones). De les 34 persones inactives 11 estaven jubilades, 5 estaven estudiant i 18 estaven classificades com a «altres inactius».

### Ingressos
El 2009 a Renansart hi havia 66 unitats fiscals que integraven 175 persones, la mediana anual d'ingressos fiscals per persona era de 14.672 €.

### Activitats econòmiques
Els 3 establiments que hi havia el 2007 eren d'empreses de construcció.
Els 2 serveis als particulars que hi havia el 2009 eren electricistes.
L'any 2000 a Renansart hi havia 9 explotacions agrícoles.

## Equipaments sanitaris i escolars
El 2009 hi havia una escola elemental integrada dins d'un grup escolar amb les comunes properes formant una escola dispersa.

## Poblacions més properes
El següent diagrama mostra les poblacions més properes.